# ويسلي كلارك
ويسلي كلارك (بالإنجليزية: Wesley Clark)‏ (و. 1944  م) هو سياسي، وعسكري أمريكي، ولد في شيكاغو، هو عضوٌ في الحزب الديمقراطي الأمريكي، ويحمل رتبة عسكرية جنرال.

## مناصب
تولى منصب القائد الأعلى للحلفاء في أوروبا (11 يوليو 1997–3 مايو 2000).

## التعليم
تعلم في كلية المجدلية، وكلية القيادة والأركان العامة للجيش الأمريكي ‏، والأكاديمية العسكرية الأمريكية.

## الخدمة العسكرية
خدم في القوات البرية للولايات المتحدة.

## جوائز
حصل على جوائز منها:
- منحة رودس
- ميدالية النجمة البرونزية
- وسام الحرية الرئاسي
- وسام القلب الأرجواني
- وسام النجمة الفضية
- وسام حملة فيتنام
- Medalha de Mérito Militar [الإنجليزية]‏
- Order of Duke Trpimir [الإنجليزية]‏
- الميدالية التقديرية للخدمة [الإنجليزية]‏
- ميدالية الخدمة في فيتنام [الإنجليزية]‏
- ميدالية خدمة الدفاع الوطني [الإنجليزية]‏
- نيشان مايو [الإنجليزية]‏
- Order of Viesturs [الإنجليزية]‏

## روابط خارجية
- ويسلي كلارك على موقع IMDb (الإنجليزية)
- ويسلي كلارك على موقع مونزينجر (الألمانية)
- ويسلي كلارك على موقع إن إن دي بي (الإنجليزية)
- ويسلي كلارك على موقع قاعدة بيانات الفيلم (الإنجليزية)